# Soundtrack for West and Soda
Soundtrack for West and Soda è uno split EP di Super Trutux e I Matti delle Giuncaie, pubblicato il 12 febbraio 2021 per l'etichetta Salty Music. Si tratta di una sonorizzazione del film West and Soda (1965) di Bruno Bozzetto, scritta e suonata dalle due band secondo il proprio stile.

## Tracce
1. Super Trutux – Soda – 5:40 (musica: Nicola Bennez, Giro Drino, Marco Folsi)
2. I Matti delle Giuncaie – West – 5:43 (musica: Lapo Marliani)

## Formazione

### Super Trutux
- Bennez – batteria
- Folsi – chitarra
- Giro – basso

### I Matti delle Giuncaie
- Francesco Ceri – chitarra elettrica, cori
- Simone Giusti – basso elettrico
- Lapo Marliani – chitarra classica, cori
- Mirko Rosi – batteria
- Tommaso Novi – fischio (ospite)
- Stefano "Borrkia" Toncelli – cori (ospite)